# Prisches
Prisches település Franciaországban, Nord megyében. Lakosainak száma 1046 fő (2022. január 1.). Prisches Barzy-en-Thiérache, Fesmy-le-Sart, Beaurepaire-sur-Sambre, Le Favril, Grand-Fayt, Maroilles és Petit-Fayt községekkel határos.

## Népesség
A település népességének változása:
| Lakosok száma | 1020 | 1062 | 1110 | 1081 | 1058 | 1036 | 1042 | 1043 | 1046 |
|               | 2013 | 2015 | 2016 | 2017 | 2018 | 2019 | 2020 | 2021 | 2022 |